# Oliver Wolcott, Jr.
Oliver Wolcott, Jr. (11 janvier 1760 – 1er juin 1833) est un homme politique américain, secrétaire du Trésor des États-Unis de 1795 à 1800, et gouverneur du Connecticut de 1817 à 1827.

## Biographie
Né à Litchfield (Colonie du Connecticut) de Oliver Wolcott, Sr. et Laura Collins, il est diplômé de l'université Yale en 1778, bien qu'ayant servi dans l'armée continentale entre 1777 et 1770. Il est admis au barreau en 1781.
Il exerce différentes fonctions de clerc et d'administrateur dans l'État du Connecticut, avant d'être nommé en 1795 secrétaire du Trésor par le président George Washington, succédant à Alexander Hamilton. En tant que secrétaire du Trésor, il dessine notamment en 1799 le drapeau du service des douanes.
Il est forcé de démissionner en 1800, à la suite d'une campagne de presse l'ayant rendu impopulaire et l'accusant faussement d'avoir incendié le bâtiment du département d'État.
Il fait partie des midnight judges (juges de minuit) nommés par le président John Adams à la veille de l'accession au pouvoir de son successeur Thomas Jefferson en 1801, en tant que juge fédéral. Nommé par Adams le 18 février 1801 et confirmé par le Sénat le 20 février 1801, il sert jusqu'au 1er juillet 1802, date de dissolution de la cour dans laquelle il a été nommé.
Il travaille dans le privé à New York de 1803 à 1815, et est élu gouverneur du Connecticut en 1817, dans la lignée de son père et de son grand-père. Ses dix ans de mandat sont marqués par une croissance économique, une politique très modérée, et la rédaction d'une nouvelle constitution de l'État du Connecticut en 1818. Il est néanmoins défait aux élections de 1827.
Il meurt en 1833 à New York et est enterré à Litchfield (Connecticut). Il était alors le dernier survivant du Cabinet de George Washington. La ville de Wolcott, Connecticut est nommée en son honneur et celui de son père.

## Source
- (en) Cet article est partiellement ou en totalité issu de l’article de Wikipédia en anglais intitulé « Oliver Wolcott, Jr. » (voir la liste des auteurs).